# Swingin’ Down the Lane
Swingin’ Down the Lane ist ein Song, der von Isham Jones (Musik) und Gus Kahn (Text) geschrieben und 1923 veröffentlicht wurde.

## Entstehungsgeschichte
Swingin’ Down the Lane, das zu den 200 Kompositionen gehört, die Isham Jones schrieb, verfügt über das gleiche Ende wie dessen Song I'll See you in My Dreams. Das Notenblatt beschreibt den Popsong als „einen altmodischen Song mit einem Foxtrott-Swing“. Der Song in G-Dur hat den Aufbau ABAC und folgt dem Quintenzirkel. Der Auftakt mit den vier Achtelnoten, mit denen der Refrain beginnt, stellt das rhythmische Leitmotiv dar und  kommt insgesamt zwölf Mal in dem Lied vor. Der Liedtext Gus Kahns ist volkstümlich in der Verwendung von Verkürzungen und Archaismen (When the moon is on the wane / Still I'm waitin' all in vain.).

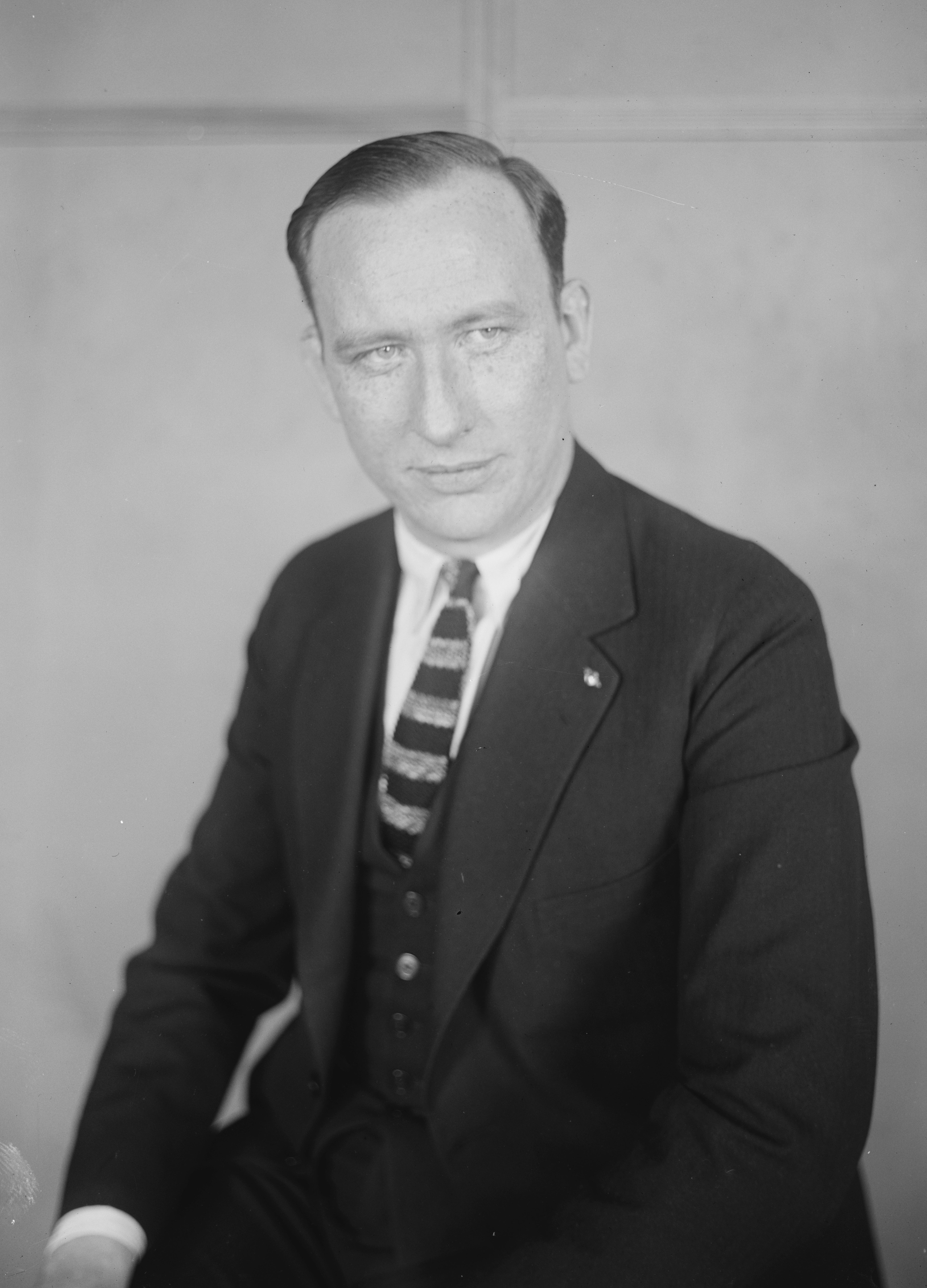
Isham Jones, Anfang der 1920er-Jahre

Gus Kahns Text handelt von einem Jungen, der sich einsam fühlt, und sich wünscht, mit seinem Mädchen dort zu sein, wo all die anderen Liebespaare in dieser Nacht sind, flanierend oder swingin' down the Lane.
When I see my baby's face
He's as fine as linen and lace listen
Everybody hand in hand swingin' down the lane
Everybody feelin' grand swingin' down the lane.
Vorgestellt wurde der song von Cliff Edwards (alias Ukulele Ike).

## Erste Aufnahmen und spätere Coverversionen
Isham Jones nahm den Song mit seinem eigenen Orchester im Mai 1923 erfolgreich auf (Brunswick 2438), außerdem Ben Bernie für Vocalion; weitere Aufnahmen entstanden in dieser Zeit von Sam Lanin, in Paris von Billy Arnolds Novelty Jazz Band, in Berlin von Jeno Fesca. 1930 nahm Isham Jones den Song erneut auf; Vokalist war Frank Sylvano. In den 1930er-Jahren folgten Coverversionen u. a. von Frankie Trumbauer, Claude Hopkins, Benny Goodman und Will Bradley; aus späteren Jahren liegen Aufnahmen des Titels von Les Elgart, Claude Thornhill, The Mills Brothers, Cliff Edwards, Frank Sinatra, Charlie Barnet, Cootie Williams, Pee Wee Hunt, Kay Starr, Ralph Burns, Rusty Dedrick, Willie The Lion Smith, Ove Lind und Warren Vaché vor. Der Diskograf Tom Lord listet im Bereich des Jazz insgesamt 49 (Stand 2015) Coverversionen,. Auch der Countrysänger Frankie Carle (1941, Columbia 36332), Perry Como (1957, RCA LPM-1463 „We Get Letters“), The Four Lads (1958) und der Popsänger Jerry Wallace (1959, Challenge 59082) interpretierten den Titel.
Der Song fand außerdem Verwendung in den Filmen Greenwich Village (1944, Regie: Walter Lang), Mother Wore Tights (1947, Regie: Walter Lang), wo ihn Mona Freeman vorstellte; Danny Thomas, Doris Day und ein Kinderchor interpretieren ihn in der Gus-Kahn-Filmbiografie In all meinen Träumen bist Du (1951).
Die Musikzeitschrift Variety nahm den Song in ihre Liste Hit Parade of a Half-Century auf.